# Lekkoatletyka na Igrzyskach Południowego Pacyfiku 1991
Lekkoatletyka na Igrzyskach Południowego Pacyfiku 1991 – zawody lekkoatletyczne podczas Igrzysk Południowego Pacyfiku w Port Moresby.

## Rezultaty

### Mężczyźni
| Konkurencja                        |                                                                               | Wynik    |                                                                         | Wynik    |                                                                        | Wynik    |
| ---------------------------------- | ----------------------------------------------------------------------------- | -------- | ----------------------------------------------------------------------- | -------- | ---------------------------------------------------------------------- | -------- |
| Bieg na 100 metrów                 | Ezekiel Wartovo                                                               | 10,80    | Takale Tuna                                                             | 10,92    | Jone Delai                                                             | 10,93    |
| Bieg na 200 metrów                 | Takale Tuna                                                                   | 21,79    | Anare Raqiqia                                                           | 21,86    | Subul Babo                                                             | 21,97    |
| Bieg na 400 metrów                 | Subul Babo                                                                    | 46,77    | Takale Tuna                                                             | 47,24    | Baobo Duaba                                                            | 47,43    |
| Bieg na 800 metrów                 | Baptiste Firiam                                                               | 1:54,81  | Peteresio Ranuku                                                        | 1:55,65  | Uraia Koroi                                                            | 1:55,91  |
| Bieg na 1500 metrów                | Davendra Singh                                                                | 4:00,44  | Peteresio Ranuku                                                        | 4:02,91  | Anil Kumar                                                             | 4:03,14  |
| Bieg na 5000 metrów                | Davendra Singh                                                                | 15:12,43 | Tawai Keiruan                                                           | 15:47,56 | Binesh Prasad                                                          | 15:55,48 |
| Bieg na 10 000 metrów              | Alain Lazare                                                                  | 31:44,58 | Binesh Prasad                                                           | 32:34,68 | Ashok Kumar                                                            | 34:05,67 |
| Maraton                            | Binesh Prasad                                                                 | 2:36:17  | Jean-Michel Boulanger                                                   | 2:38:54  | Tim Omundsen                                                           | 2:41:53  |
| Bieg na 3000 metrów z przeszkodami | Davendra Singh                                                                | 9:35,82  | Moses Khan                                                              | 10:05,98 | Ancel Nalau                                                            | 10:10,47 |
| Bieg na 110 metrów przez płotki    | William Fong                                                                  | 14,86    | Albert Chambonnier                                                      | 14,86    | Albert Miller                                                          | 15,03    |
| Bieg na 400 metrów przez płotki    | Baobo Duaba                                                                   | 52,50    | Kaminiel Selot                                                          | 53,24    | Albert Chambonnier                                                     | 54,25    |
| Skok wzwyż                         | Jean-Bernard Fuller                                                           | 2,05     | Jale Waivure                                                            | 1,98     | Jean-Luc Mu Kwai Chuan                                                 | 1,95     |
| Skok o tyczce                      | Thibaut Cattiau                                                               | 4,70     | Jean-Luc Mu Kwai Chuan                                                  | 4,20     | Nizié Feleu                                                            | 4,00     |
| Skok w dal                         | Gabriele Qoro                                                                 | 7,49     | Robert Tupuhoé                                                          | 7,18     | Ikani Taliai                                                           | 7,09     |
| Trójskok                           | Steeve Druminy                                                                | 15,66    | Apolosi Foliaki                                                         | 15,02    | Eliesa Latu                                                            | 14,87    |
| Pchnięcie kulą                     | Jean-Pierre Totélé                                                            | 16,44    | Gordon Barff                                                            | 15,76    | Victor Lakafia                                                         | 15,35    |
| Rzut dyskiem                       | Gordon Barff                                                                  | 51,32    | Jean-Pierre Totélé                                                      | 46,66    | Frederick Morgan                                                       | 45,78    |
| Rzut młotem                        | Soane Lakafia                                                                 | 55,58    | Topié Suve                                                              | 54,38    | Frédéric Cassier                                                       | 49,96    |
| Rzut oszczepem                     | Jean-Paul Lakafia                                                             | 77,12    | Jean-Baptiste Siselo                                                    | 72,66    | Fapiano Fakataulavelua                                                 | 69,70    |
| Dziesięciobój                      | Albert Miller                                                                 | 7265     | Nizié Feleu                                                             | 6681     | Homelo Vi                                                              | 6572     |
| Chód na 20 kilometrów              | Caleb Maybir                                                                  | 1:51:39  | Pramesh Prasad                                                          | 1:55:54  | Joe Kaikai                                                             | 2:12:13  |
| Sztafeta 4 × 100 metrów            | Papua-Nowa Gwinea · Ezekiel Wartovo · Subul Babo · Baobo Duabaa · Takale Tuna | 40,54    | Fidżi · Gabriel Qoro · Jone Delai · Anare Raqiqia · Jone Marayawa       | 40,90    | Tonga · Tolutaʻu Koula · Tevita Fauonuku · Mateaki Mafi · Peauope Suli | 41,20    |
| Sztafeta 4 × 400 metrów            | Papua-Nowa Gwinea · Takale Tuna · Baobo Duaba · Kaminiel Selot · Subul Babo   | 3:09,55  | Fidżi · Apisai Driu · Calvin Yee · Autiko Daunakamakama · Anare Raqiqia | 3:13,53  | Tonga · Siale Vahaʻi · Mateaki Mafi · Peauope Suli · Paea Kokohu       | 3:19,53  |

### Kobiety
| Konkurencja                     |                                                                             | Wynik    |                                                                                         | Wynik    |                                                                        | Wynik    |
| ------------------------------- | --------------------------------------------------------------------------- | -------- | --------------------------------------------------------------------------------------- | -------- | ---------------------------------------------------------------------- | -------- |
| Bieg na 100 metrów              | Ghislaine Saint-Prix                                                        | 12,25    | Laure Uedre                                                                             | 12,43    | Albertine An                                                           | 12,60    |
| Bieg na 200 metrów              | Vaciseva Tavaga                                                             | 25,30    | Ghislaine Saint-Prix                                                                    | 25,68    | Laure Uedre                                                            | 26,11    |
| Bieg na 400 metrów              | Mary Estelle Kapalu                                                         | 55,82    | Vaciseva Tavaga                                                                         | 56,97    | Katia Sanford                                                          | 57,49    |
| Bieg na 800 metrów              | Karolina Tanono                                                             | 2:17,14  | Jen Allred                                                                              | 2:19,19  | Poloni Avek                                                            | 2:19,26  |
| Bieg na 1500 metrów             | Jen Allred                                                                  | 4:43,91  | Karolina Tanono                                                                         | 4:46,83  | Rosemary Turare                                                        | 4:48,37  |
| Bieg na 3000 metrów             | Jen Allred                                                                  | 10:27,04 | Rosemary Turare                                                                         | 10:28,30 | Iva Bati Nabutulovo                                                    | 10:48,27 |
| Bieg na 10000 metrów            | Jen Allred                                                                  | 39:35,60 | Rosemary Turare                                                                         | 39:56,82 | Marie Benito                                                           | 40:19,71 |
| Maraton                         | Jen Allred                                                                  | 3:25:17  | Christine Taitano                                                                       | 3:25:50  | Marie Benito                                                           | 3:33:20  |
| Bieg na 100 metrów przez płotki | Albertine An                                                                | 14,70    | Lillyanne Beining                                                                       | 14,88    | Katia Sanford                                                          | 15,00    |
| Bieg na 400 metrów przez płotki | Mary Estelle Kapalu                                                         | 60,98    | Tahiri Homerang                                                                         | 61,52    | Lily Tua                                                               | 62,94    |
| Skok wzwyż                      | Albertine An                                                                | 1,75     | Dionne Gardner                                                                          | 1,71     | Angela Way                                                             | 1,60     |
| Skok w dal                      | Albertine An                                                                | 5,92     | Rosi Tamani                                                                             | 5,73     | Lily Tua                                                               | 5,67     |
| Pchnięcie kulą                  | Marie-Christine Fakaté                                                      | 13,64    | Marie-Danielle Teanyouen                                                                | 13,05    | Iammo Launa                                                            | 12,61    |
| Rzut dyskiem                    | Marie-Christine Fakaté                                                      | 47,88    | Sandra Pito                                                                             | 42,38    | Mereoni Vibose                                                         | 41,48    |
| Rzut oszczepem                  | Iammo Launa                                                                 | 49,68    | Marie-Danielle Teanyouen                                                                | 49,30    | Monika Fiafialoto                                                      | 47,12    |
| Siedmiobój                      | Iammo Launa                                                                 | 5018     | Lillyanne Beining                                                                       | 4751     | Véronique Boyer                                                        | 4573     |
| Sztafeta 4 × 100 metrów         | Fidżi · Rachael Rogers · Vaciseva Tavaga · Litea Tawai · Rosi Tamani        | 47,78    | Nowa Kaledonia · Laure Uedre · Edith Kamin · Christelle Oiremoin · Ghislaine Saint-Prix | 48,18    | Tonga · Siulolo Liku · Malia Makisi · Soana Maʻupesea · Lusia Puleʻang | 49,73    |
| Sztafeta 4 × 400 metrów         | Papua-Nowa Gwinea · Mary Unido · Lily Tua · Barbara Sapea · Tahiri Homerang | 3:50,50  | Fidżi · Rachael Rogers · Vaciseva Tavaga · Rosi Tamani · Della Shaw                     | 3:58,44  | Tonga · Vasa Tulahe · Lusia Puleʻanga · Siulolo Liku · Malia Makisi    | 4:01,48  |